# Rasošky
Rasošky là một làng thuộc huyện Náchod, vùng Královéhradecký, Cộng hòa Séc.